# Stephen J. Dubner

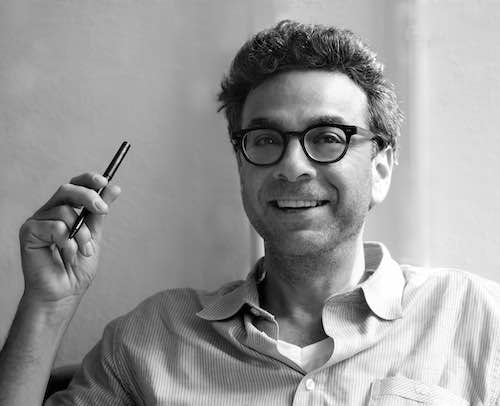
Stephen J. Dubner

Stephen J. Dubner (* 26. August 1963 in Schenectady, New York) ist ein US-amerikanischer Autor und Wirtschaftsjournalist.

## Leben
Dubner schrieb, als achtes Kind eines Journalisten, schon als Kind. Nachdem er die Appalachian State University ohne Abschluss verlassen hatte, entschied er sich, eine Rockband zu gründen. Später gab er seine Bandtätigkeiten auf, um sich als Autor betätigen zu können. Zwischen 1990 und 1994 war Dubner als Herausgeber und Journalist für New York Magazine tätig. Die folgenden fünf Jahre schrieb er für The New York Times und gab diese auch mit heraus. Dubner schrieb auch für andere Zeitungen, wie etwa The Washington Post.
Zurzeit arbeitet er für ABC News und bringt mit Steven Levitt eine monatliche Kolumne für The New York Times heraus, die sich Freakonomics nennt. Beide erhielten hierfür 2024 den Adam-Smith-Preis. Des Weiteren arbeitet Dubner an Buchprojekten. Eines davon soll Freakonomics gewidmet sein, das andere Buch soll jüdische Ethik zum Thema haben.

## Werke (Auswahl)

### Sachbücher
- Choosing My Religion. A Memoir of a Family beyond belief. Harper Perennial, New York 2006, ISBN 978-0-06-113299-5.
- Confessions of a Hero-Worshiper. William Morrow, New York 2003, ISBN 0-688-17365-9.
- Überraschende Antworten auf alltägliche Lebensfragen („Freakonomics“). Riemann Verlag, München 2006, ISBN 978-3-570-50064-4 (zusammen mit Steven Levitt).
- Suprafreakonomics. Nichts ist so, wie es scheint; über Erd-Abkühlung, patriotische Prostituierte und warum Selbstmord-Attentäter eine Lebensversicherung abschließen („Superfreakonomics“).  Riemann, München 2010, ISBN 978-3-570-50122-1 (zusammen mit Steven Levitt).
- Think Like a Freak: The Authors of Freakonomics Offer to Retrain Your Brain. William Morrow, New York 2014, ISBN 978-0-062-21833-9 (zusammen mit Steven Levitt).
- When to Rob a Bank: ...And 131 More Warped Suggestions and Well-Intended Rants. William Morrow, New York 2015, ISBN 978-0-06-238532-1 (zusammen mit Steven Levitt).

### Belletristik
- Turbulent souls. A Catholic son's return to his Jewish family. Morrow, New York 1998, ISBN 0-688-15180-9.
- The Boy With Two Belly Buttons. Harper Collins, New York 2007, ISBN 978-0-06-113402-9.